# Фейнд, Бартольд (1678—1721)
Бартольд Фейнд (1678, Гамбург — 14 октября 1721) — германский юрист, либреттист, драматург и поэт-сатирик, литературный полемист.

## Биография
Среднее образование получил в гимназии Йоханнеум в родном городе. С 1699 года изучал право в Виттенбергском университете и в тот же период написал свои первые сатирические стихи, некоторые из которых сохранились. Завершил получение юридического образования в 1702 году в университете Галле. После этого вернулся в Гамбург, где имел адвокатскую практику. В 1705—1706 годах снимал одну квартиру с Кристианом Фридрихом Хунольдом, впоследствии ставшим его врагом. Сатиры Фейнда, направленные против гамбургского пастора Крумбгольца, вызвали в городе волнения, и по приговору гамбургского сената был в 1707 году отправлен в изгнание; в своих гражданских правах восстановлен лишь по решению имперской комиссии в начале 1709 года. В 1717 году вмешался в полемику по случаю войны между Данией и Швецию, в защиту шведских интересов опубликовал несколько политических памфлетов, по причине чего был арестован датчанами и заключён в Рендсбурге. Освобождённый из заключения в 1719 году последние годы жизни провел в Гамбурге.
Наиболее известные драматические произведения: «Carnaval der Liebe» (1702); «Das verwirrte Haus Jacob» (1704); «Die römische Unruhe oder die edelmüthige Octavia» (1705); «Die Kleinmüthige Selbstmörderinn Lucretia» (1705); «Masagniello furioso» (1706); «La Constanza Sforzata, die gezwungene Beständigkeit» (1706); «L’amore amalato, die Krankende Liebe» (1708); «Der Fall des grossen Richters in Israel, Simson» (1709); «Desiderius» (1709); «Julius Caesar» (1709); «Der sterbende Cato» (1715); «Rinaldo» (1715). Кроме того, известны его стихотворения стихотворения: «Geöffnete Schaubühne der vornehmsten Weltweisen… in deutschen Versen» (1702); «Das Lob der Geldsucht» — сатира (1704); «Der Heldenmüthige Monarch von Schweden, Carolus der XII» (1707); «Bellerophon» (ода); «Deutsche Gedichte» (1708).